# Acanthopathes somervillei
Acanthopathes somervillei är en korallart som först beskrevs av Cooper 1909.  Acanthopathes somervillei ingår i släktet Acanthopathes och familjen Aphanipathidae.
Artens utbredningsområde är Indiska oceanen. Inga underarter finns listade i Catalogue of Life.